# 必需品專賣店
《必需品專賣店》（英語：NeedfulThings）是美國暢銷作家史蒂芬·金的一部小說，由維京出版社於1991年發行，並於1993年改編成電影勾魂遊戲，由麥斯·方薛杜飾演故事中的魔鬼高特先生及由艾德·哈里斯飾演警長阿倫。與警長亞倫‧潘格彭（Sheriff Alan Pangborn）同樣擔任主角的《黑暗之半》、《午夜4點》之〈太陽狗〉合稱「城堡岩三部曲」，且為三部曲之終結。

## 故事簡介
城堡岩鎮開了一間新的必需品專賣店，鎮裡的人都被店內的奇珍異寶所吸引。店主高特先生願意以極合理的價錢將商品賣給村民，但村民必需為高特先生完成一件惡作劇。每個村民為了自己的所好均認為惡作劇無傷大雅，結果兩位女士因惡作劇加深了雙方的誤會而互相斬死了對方。類似的惡作劇陸續發有，村民之間的積怨越來越深，惟獨警長阿倫是高特先生認為無法收買的。必需品專賣店開張後一個星期，高特先生認為是時候了結，於是迷惑部分村民在村內放置炸彈。阿倫和幾位在迷惑中醒悟的村民，最終都能逼走高特先生，救回被收買的靈魂。